# Aspidoras depinnai
Aspidoras depinnai är en fiskart som beskrevs av S.John Britto 2000. Aspidoras depinnai ingår i släktet Aspidoras och familjen Callichthyidae. Inga underarter finns listade.